# جان ویس
جان ویس (انگلیسی: John Eves; ۲۸ فوریهٔ ۱۹۲۲ – ۲۰۰۷ (۸۴−۸۵ سال)) بازیکن فوتبال اهل بریتانیا بود.
از باشگاه‌هایی که در آن بازی کرده‌است می‌توان به باشگاه فوتبال ساندرلند و باشگاه فوتبال دارلینگتون اشاره کرد.